# Баал-Тарс
Баал-Тарс (комбинация от „Баал“ и „Тарс“; на арамейски: בעלתרז) е божество в империята на Ахеменидите, отъждествявано от елините като Ваал или Зевс на град Тарс, родния град на апостол Павел в Киликия. 
От древността е известно, че всеки от западносемтиските градове имал свое местно божество (Баал) за покровител. Баал-Тарс се появява върху монетите на ахеменидските шахове или сатрапите на Киликия, резидирали в Тарс, преди походите на Александър Велики, т.е. през 5-и и 4 век пр.н.е. Образът на местното божество (Баал) продължава да се изобразява и на монетите от началото на управлението на Селевкидите.